# (300125) 2006 VS20
(300125) 2006 VS20 es un asteroide perteneciente al cinturón de asteroides, descubierto el 9 de noviembre de 2006 por el equipo del Spacewatch desde el Observatorio Nacional de Kitt Peak, Arizona, Estados Unidos.

## Designación y nombre
Designado provisionalmente como 2006 VS20.

## Características orbitales
2006 VS20 está situado a una distancia media del Sol de 3,104 ua, pudiendo alejarse hasta 3,445 ua y acercarse hasta 2,764 ua. Su excentricidad es 0,109 y la inclinación orbital 0,645 grados. Emplea 1998,18 días en completar una órbita alrededor del Sol.
Los próximos acercamientos a la órbita de Júpiter se producirán el 15 de octubre de 2042, el 8 de febrero de 2114 y el 3 de junio de 2185, entre otros.

## Características físicas
La magnitud absoluta de 2006 VS20 es 16,4.